# Whitfieldia thollonii
Whitfieldia thollonii là một loài thực vật có hoa trong họ Ô rô. Loài này được R. Benoist miêu tả khoa học đầu tiên.